# Elatostema scabriusculum
Elatostema scabriusculum là loài thực vật có hoa trong họ Tầm ma. Loài này được Setch. mô tả khoa học đầu tiên năm 1924.